# Pimsiri Sirikaew
Pimsiri Sirikaew (em tailandês: พิ ม ศิริ ศิริ แก้ว; Khon Kaen, 25 de abril de 1990) é uma levantadora de peso tailandesa
Pimsiri Sirikaew conquistou a medalha de prata na categoria até 58 kg do levantamento de peso nos Jogos Olímpicos de Verão de 2012, em Londres, e também competiu nos Jogos Olímpicos de Verão de 2016, no Rio de Janeiro.